# Albrecht Höhler
Albrecht «Ali» Höhler (Magúncia, Imperi Alemany, 30 d'abril de 1898 - Frankfurt de l'Oder, Tercer Reich, 20 de setembre de 1933) va ser un fuster i activista polític comunista alemany, militant del Partit Comunista d'Alemanya (KPD) i de l'organització paramilitar Roter Frontkämpferbund. És conegut per l'assassinat de Horst Wessel, líder local a Berlín de les SA i protagonista de la cançó que posteriorment portaria el seu nom. Després de l'arribada al poder del Partit Nazi, va ser tret de la presó i assassinat per les SA.

## Trajectòria

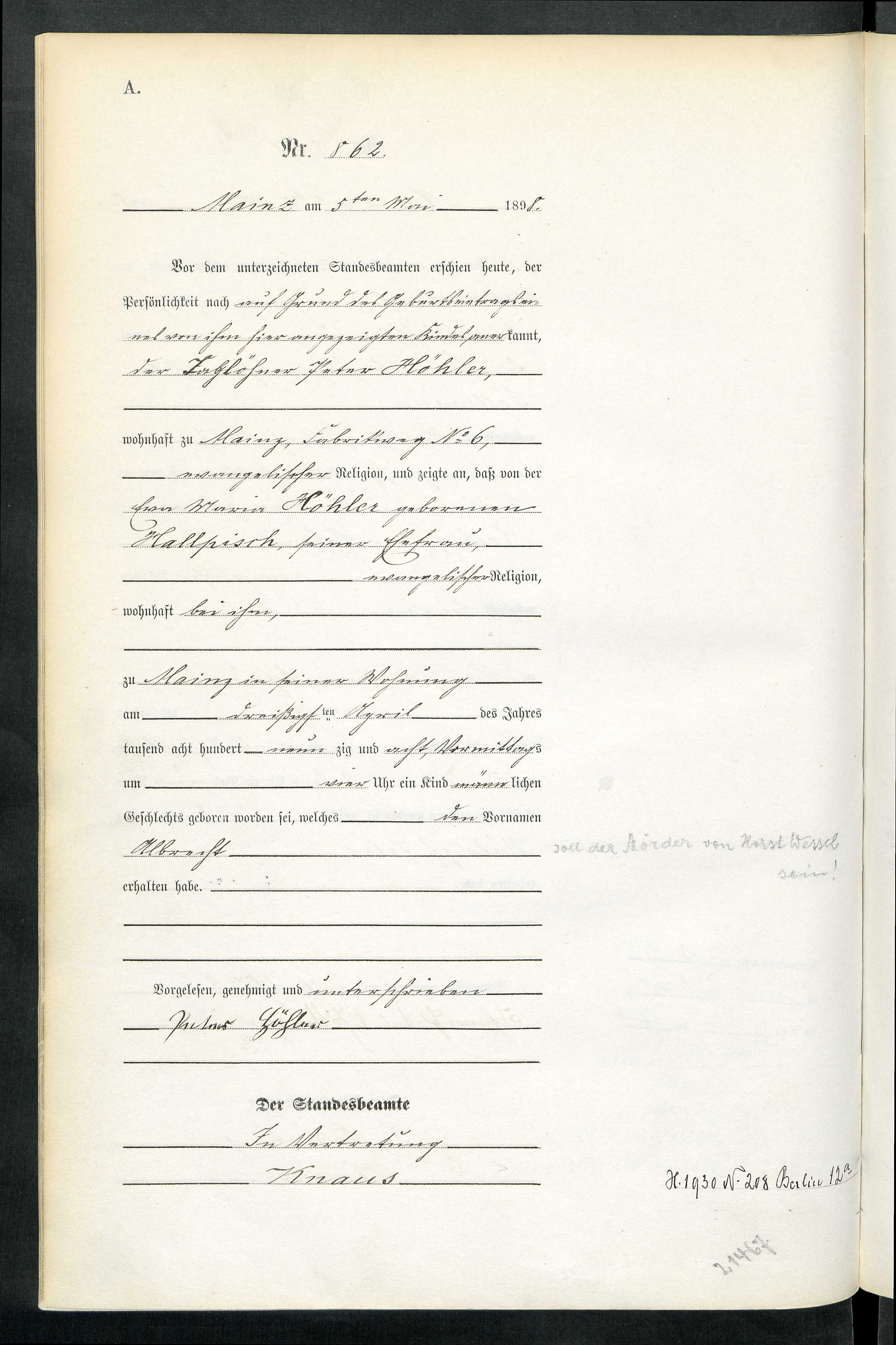
Acta de naixement de Höhler.

Nascut a Magúncia el 30 d'abril de 1898, va ser fill del jornaler Peter Höhler. Va aprendre fusteria i el 1924 es va convertir en militant del Partit Comunista d'Alemanya. També va ser membre de la Roter Frontkämpferbund i va continuar actiu a l'organització després de la seva prohibició el 1929. El 1930 va viure a Mulackstraße, número 13, del Mitte de Berlín.
L'abril de 1930 es va casar amb Margarete Nickel, també anomenada «Greta», qui anteriorment l'havia contractat com a prostituta. Els testimonis van ser dos oficials de la presó.

## Mort de Horst Wessel
El 14 de gener de 1930 es va alertar a la Roter Frontkämpferbund sobre una disputa de lloguer entre l'arrendadora comunista Elisabeth Salm i el seu inquilí Horst Wessel. Segons la informació revelada en el tribunal, el famós líder de les SA va ser objecte d'una «pallissa proletària». Aquesta acció va ser probablement motivada per raons polítiques, ja que Wessel va ser denominat «l'assassí dels treballadors» en cartells publicats pel Partit Comunista al veïnat. En aquest sentit, havia dirigit nombroses accions violentes contra els comunistes berlinesos i era ben conegut pel Gauleiter del Partit Nazi, Joseph Goebbels. Com era sabut que Wessel tenia una arma de foc, Höhler va agafar la seva arma durant la confrontació amb Wessel. Més tard, Höhler va declarar a la cort que havia disparat a Wessel mentre aquest buscava la seva arma en un repeu. Wessel, ferit de gravetat, va morir el 23 de febrer de 1930, com a resultat de l'hemorràgia de la ferida de bala.

## Empresonament i assassinat
Després d'assassinar a Wessel, va fugir a Praga, però després va tornar a Berlín, on va ser arrestat. El 26 de setembre de 1930, va ser declarat culpable d'homicidi involuntari i sentenciat a sis anys de reclusió a la presó de Wohlau. Després que el Partit Nazi prengués el poder, va ser traslladat a una presó de la Gestapo a Berlín, suposadament per a interrogar-lo sobre un nou judici, però després d'això va exigir ser retornat a Wohlau.
El 20 de setembre de 1933, tres detectius, un d'ells el membre de les SA Willi Schmidt, van detenir-lo per ordre del SA-Gruppenführer Karl Ernst. Posteriorment, va ser traslladat a la presó policial d'Alexanderplatz sobre la base d'una ordre de lliurament signat per la Gestapo. Prop de Potsdamerplatz, diversos vehicles més es van acostar a la furgoneta del pres i en columna van conduir cap a Frankfurt de l'Oder. A uns 12 quilòmetres del destí, la columna es va aturar. Höhler va rebre l'ordre d'abandonar el vehicle i va ser dirigit per un grup d'almenys vuit persones lluny del camí cap a un bosc de la rodalia. Allà, l'SA-Gruppenführer Ernst va pronunciar un breu discurs en el qual el va condemnar a pena de mort com a assassí de Horst Wessel. Höhler va rebre múltiples trets dels presents, prop de la carretera Berlín-Frankfurt, i el cos, amb prou feines, va ser enterrat en el lloc. L'informe oficial sobre l'incident va afirmar que el vehicle va ser interceptat al carrer per un grup de set a vuit membres de les SA i que els oficials es van veure obligats a lliurar a Höhler sota amenaça de violència, i que després havia estat segrestat amb una destinació desconeguda.

## Recerca posterior
Després d'una recerca de la fiscalia de Berlín als anys 1960, els assassins de Höhler van ser identificats com Karl Ernst, el seu ajudant Walter von Mohrenschildt, l'SA-Standartenführer Richard Fiedler, el Sturmbannführer Willi Markus, el Gruppenführer príncep August Guillem de Prússia, el cap de la Gestapo Rudolf Diels (que va vetllar els fets en les seves memòries), els detectius Hans Maikowski i Walter Pohlenz i, possiblement, l'assessor legal de les SA a Berlín-Brandenburg, Gerd Voss. Els trets fatals probablement van ser realitzats per Ernst i Mohrenschildt, segons les troballes del fiscal. Després es va dir que Ernst havia organitzat l'assassinat per ordre d'Ernst Röhm, qui al seu torn havia rebut ordes d'Adolf Hitler, per tal que fos afusellat sumàriament.
El 1933, les recerques sobre l'assassinat es van aturar ràpidament a causa de la pressió política. Fins i tot l'informe oficial de la policia al fiscal va declarar que Diels havia revelat falsament que Höhler havia estat segrestat de la custòdia policial i que «l'acte va ser perpetrat contra la persona de Höhler per raons especials». Després de la represa de les recerques a la dècada de 1960, es va descobrir el veritable curs dels esdeveniments en interrogar a Willi Schmidt i al xofer de Karl Ernst. La recerca dels perpetradors supervivents Schmidt, Pohlenz, Markus i Fiedler, finalment, es va suspendre el 1969 perquè només podien provar haver ajudat i instigat l'assassinat, que ja estava prescrit en aquell moment.